# Enterrement dans le judaïsme

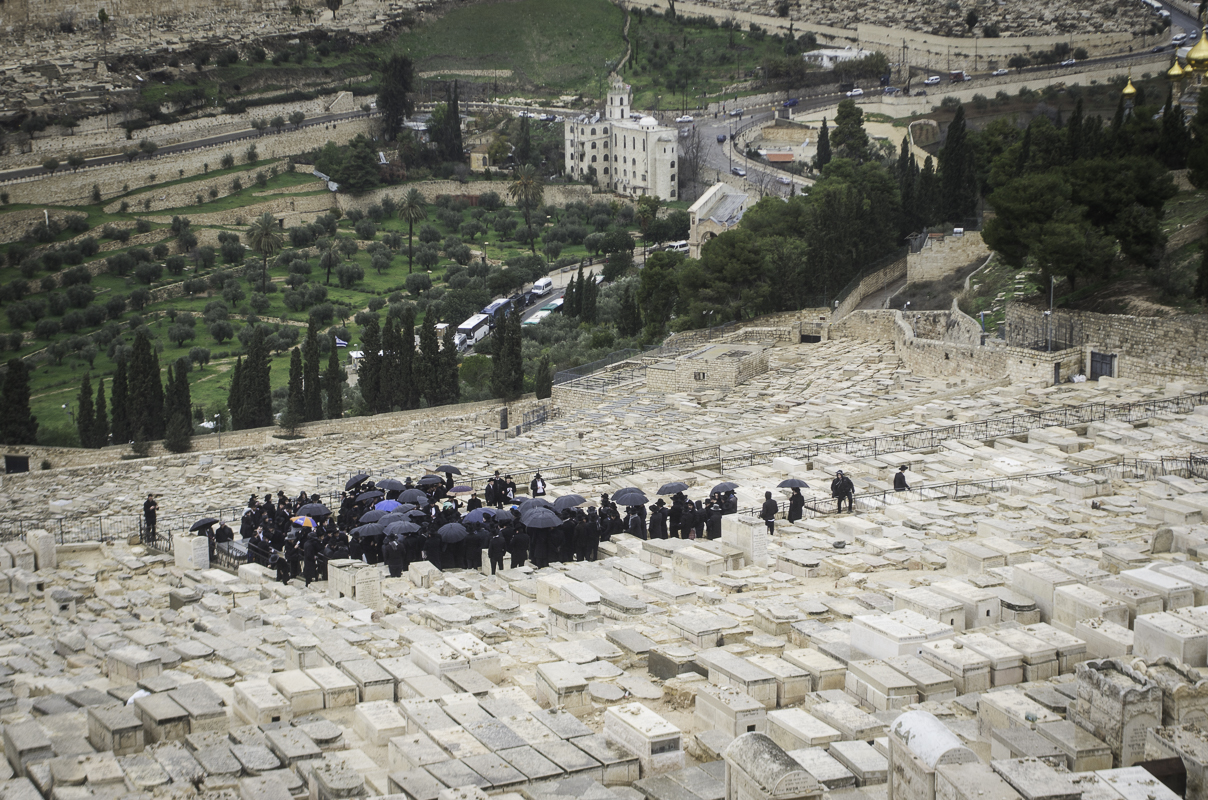
Enterrement d'un Juif religieux au mont des Oliviers à l'est de Jérusalem, 2016

L’inhumation des morts (hébreu : קבורה kevoura) est une prescription importante dans le judaïsme, répondant tant à un commandement positif qu’à un commandement négatif du Deutéronome.
Elle obéit à des rites précis, découlant du principe de kiboud hamet (respect des morts), lequel est assez important pour avoir préséance sur l’observance d’autres prescriptions, dont celle du second jour férié des communautés diasporiques.
 (décembre 2010).

## Halanat hamet

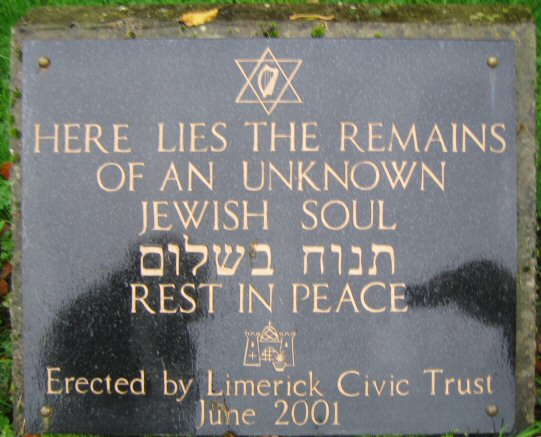
« Ici repose les restes d'une âme juive inconnue », à Limerick (Irlande)

La Halakha utilise le terme « honneur des morts » (car la dignité d'une personne décédée doit être préservée jusqu'à la fin) pour déterminer les détails des lois d'inhumation.
Le principe de l'enterrement du défunt selon le judaïsme est basé sur un certain nombre de sources dans la Bible. Les références ne concernent pas seulement les Juifs décédés mais aussi les non-juifs car il est dit que Josué a pendu le roi d'une île et l'a enterré le soir sous un tas de pierres...
Le principe de halanat hamet prescrit de façon générale de ne pas retarder les funérailles (cela relève de l'honneur dû au mort), y compris pour un condamné, car, dit Rachi, « le roi n'aime pas qu'on voie son frère pendu » - allusion à la création de l'homme à l'image de Dieu, le Roi. S'il existe un devoir de prendre soin de l'honneur d'un pécheur qui a été exécuté, il est d'autant plus facile de s'acquitter de cette obligation, ce devoir pour n'importe quelle autre personne.
L’inhumation doit donc être réalisée le plus rapidement possible après la mort, en vertu de l'interprétation large du verset biblique : « Si l’on fait mourir un homme qui a commis un crime digne de mort, et que tu l’aies pendu à un bois, son cadavre ne passera point la nuit sur le bois ; mais tu l’enterreras le jour même ».

## Législation israélienne
L'impact de la perception juive à l'égard des morts s'étend à tout l'État d'Israël contemporain. Ainsi, la Cour suprême israélienne a déclaré que toute personne a droit à une inhumation rapide, digne et convenable comme faisant partie intégrante de son droit à la dignité, car la dignité humaine n'est pas seulement la dignité d'une personne dans sa vie mais aussi la dignité d'une personne après la mort. Le droit de la personne décédée à la dignité a donc été reconnu dans la jurisprudence comme faisant partie du droit constitutionnel de l'homme à la dignité inscrit dans la Loi fondamentale intitulée « Dignité et liberté humaines ». 